# Fortín Quieto
Fortín Quieto fue una miniserie de televisión de Argentina que se emitió por Canal 9, que en ese momento estaba dirigido por integrantes del Ejército Argentino, los días 13 al 15 de diciembre de 1979 y su trama estaba vinculada a la vida en los fortines de la frontera con la región dominada por los indios durante la época de la Conquista del Desierto. Su emisión coincidió con la conmemoración del centenario de dicha gesta. Fue interpretado por un elenco de 25 actores con peso propio, encabezado por Claudio Levrino y Luisina Brando.
La producción contó con el asesoramiento del historiador revisionista Fermín Chávez y con la música de Oscar Cardozo Ocampo.

## Los autores
Ismael Hasse es un dramaturgo y guionista de televisión que, entre otras distinciones, recibió el Premio de Honor de Argentores correspondiente a la producción televisiva 2008.  
Juan Carlos Cernadas Lamadrid es un guionista argentino de cine y televisión de larga trayectoria en su país. Por su labor en televisión fue galardonado con el premio "Lasalle" al mejor autor. Escribió el guion de Fortín Quieto, miniserie premiada por la Secretaría de Cultura de la Nación. También recibió el premio Prensario por el guion de Nosotros y los miedos, y el Premio Martín Fierro por el guion del documental para televisión Yo fui testigo. Es docente de guion en distintos institutos y universidades del país.

## Tema
El debate sobre la lucha contra los indios que se encontraban en el territorio que se extendía más allá de las fronteras y de la vida en los fortines creados a tal fin.

## Intérpretes
- Claudio Levrino como el alférez Leiva.
- Luisina Brando
- Juan Carlos Galván
- Adolfo García Grau
- Chela Ruiz como una mestiza cuartelera.
- Alfredo Iglesias como Adolfo Alsina.
- Juan Carlos Thorry
- Pablo Rago
- Claudio Corvalan
- Aldo Barbero

## Producción
Su  costo de 600 000 dólares estadounidenses fue elevado para la época y una producción televisiva de pocos episodios.

## Emisión
El programa se emitió por Canal 9 que en ese momento era de propiedad del estado y estaba dirigido por oficiales del Ejército Argentino,

## Recepción
Andrés Bufali en La Opinión del 18 de diciembre de 1979 mostró algunos reparos acerca del libro, la labor de la dirección y de los protagonistas Levrino y Brando –opacados por la labor de conjunto- para luego expresar:

«con sus virtudes y sus defectos es un excelente punto de partida para una futura superación de la TV argentina…En medio de la feroz pacatería a que obliga la censura en este medio, es un inusual enfoque fílmico-histórico, muy necesario para lograr la verdad dramática y atraer al espectador.» 

Ricardo Horvath en la revista Panorama elogió las actuaciones de algunos miembros del elenco –Juan Carlos Galván, Adolfo García Grau, Chela Ruiz como una mestiza cuartelera, Alfredo Iglesias en el papel de Adolfo Alsina, decía que era el mejor espectáculo televisivo del año y comentó:

«Un ritmo lento, un clima opresivo roto por los debates parlamentarios, es lo que propone el director Roberto Denis en una compaginación cinematográfica, también inusual en la televisión argentina. Y todo eso no hace más que jerarquizar a esta producción que está señalando el acertado camino a seguir: el tema nacional tratado adultamente, sin temores, sin censuras ni cortapisas. En definitiva Fortín Quieto mostró que sí puede hacerse cultura por televisión.» 

Por su parte Jorge Nielsen dijo que:

«Del nutrido equipo técnico destacamos la labor de Fermín Chávez como asesor histórico y la música de Oscar Cardozo Ocampo.» 

## Aspectos técnicos
Fue una de las primeras miniseries en color realizadas en Argentina y la que fue premiada por la Secretaría de Cultura de la Nación.<ref>«Cernadas Lamadrid y toda su experiencia». diario Río Negro. Esquel. 11 de octubre de 2005. Consultado el 29 de marzo de 2016.
Fue un desafío técnico enorme para la época y se produjo íntegramente en el país; se filmó en colores con cámaras portables adquiridas al efecto en Estados Unidos, con iluminación HMI y luego convertida en film.